# Cerodontha zejana
Cerodontha zejana är en tvåvingeart som beskrevs av Zlobin 1993. Cerodontha zejana ingår i släktet Cerodontha och familjen minerarflugor. Inga underarter finns listade i Catalogue of Life.